# Demonica
Demonica è un box set del gruppo death metal polacco Behemoth pubblicato nel 2006 da Regain Records.

## Il disco
Il box set include dei demo più del materiale inedito e mai pubblicato dell'era black metal dei Behemoth.
Il boxset è stato prodotto in edizione limitata di 10,000 copie ed è accompagnato da un digibook di 44 pagine in formato A5 contenente immagini rare e testi. Inoltre esiste anche un'edizione speciale con doppio vinile, limitata a 525 copie.
Tutte le tracce sono state rimasterizzate da Grzegorz Piwkowski agli High-End Studio, nel settembre del 2005.
Le tracce dalla 1 alla 8 provengono dal demo The Return of the Northern Moon. Per quanto riguarda il primo disco: le tracce 9-10 sono state registrate durante le sessioni di registrazione dell'album Sventevith (Storming Near the Baltic); le tracce 9 e 11 precedentemente non sono mai state pubblicate; le tracce 10 e 11 sono tracce registrate nuovamente; la traccia 11 è presa dall'EP And the Forests Dream Eternally, ed è stata registrata nuovamente durante le sessioni di registrazione dell'album Demigod.
Nel secondo disco: le tracce dalla 1 alla 7 sono prese dal demo ...From the Pagan Vastlands; le tracce dalla 8 alla 10 sono versioni alternative; le tracce dalla 8 alla 11 provengono dalle sezioni di pre-produzione del demo ...From the Pagan Vastlands; le tracce dalla 8 alla 12 sono tracce mai pubblicate; la traccia 12 originariamente appare nell'album Grom, ed è stata riregistrata durante le sessioni di registrazione dell'album Demigod

## Tracce
Disco 1
1. ...Of My Worship (Intro) - 1:35
2. Summoning of the Ancient Gods - 6:07
3. The Arrival - 0:57
4. Dark Triumph - 5:24
5. Monumentum (Strumentale) - 1:18
6. Rise of the Blackstorm of Evil - 7:02
7. Aggressor (Hellhammer cover) - 3:33
8. Goat with a Thousand Young (Strumentale) - 3:09
9. Bless Thee for Granting Me Pain (Mai pubblicato) - 2:18
10. Cursed Angel of Doom (Mai pubblicato) - 3:09
11. Transylvanian Forest (Mai pubblicato, registrato nuovamente) - 3:16

Disco 2
1. From Hornedlands to Lindisfarne - 5:56
2. Thy Winter Kingdom - 5:17
3. Summoning (of the Ancient Ones) - 4:55
4. The Dance of the Pagan Flames - 3:59
5. Blackvisions of the Almighty - 4:49
6. Fields of Haar-Meggido - 6:35
7. Deathcrush (Mayhem cover) - 3:20
8. Moonspell Rites (Mai pubblicato, versione alternativa) - 6:53
9. Blackvisions of the Almighty (Mai pubblicato, versione alternativa) - 6:40
10. Pure Evil & Hate (Mai pubblicato, versione alternativa) - 3:15
11. The Oak Between the Snows (Strumentale, mai pubblicato) - 2:29
12. Spellcraft & Heathendom (Mai pubblicato, registrato nuovamente) - 3:33

## Formazione
- Adam "Nergal" Darski: chitarra, basso, percussioni, voce
- Adam "Baal Ravenlock" Muraszko: batteria e percussioni
- Robert "Rob Darken" Fudali: effetti addizionali e sintetizzatori
- Zbigniew Robert "Inferno" Promiński: batteria e percussioni
- Tomasz "Orion" Wróblewski: basso
- Rafał "Frost / Browar" Brauer: chitarra ritmica e solista
- Orcus: Basso
- Tomasz "Orion" Wróblewski: Basso